# KMFDM
KMFDM (KMFDM) は、ドイツのインダストリアル・バンド。1984年、マルチ・インストゥルメンタリストのサシャ・コニエツコによって結成された。

## 概要
KMFDMとは、正式には「Kein Mitleid für die Mehrheit」(大衆に情け無用)の略。
レコード会社とのトラブル等により1999年に一度解散し、MDFMKとして短期間活動した後2002年に再結成した。

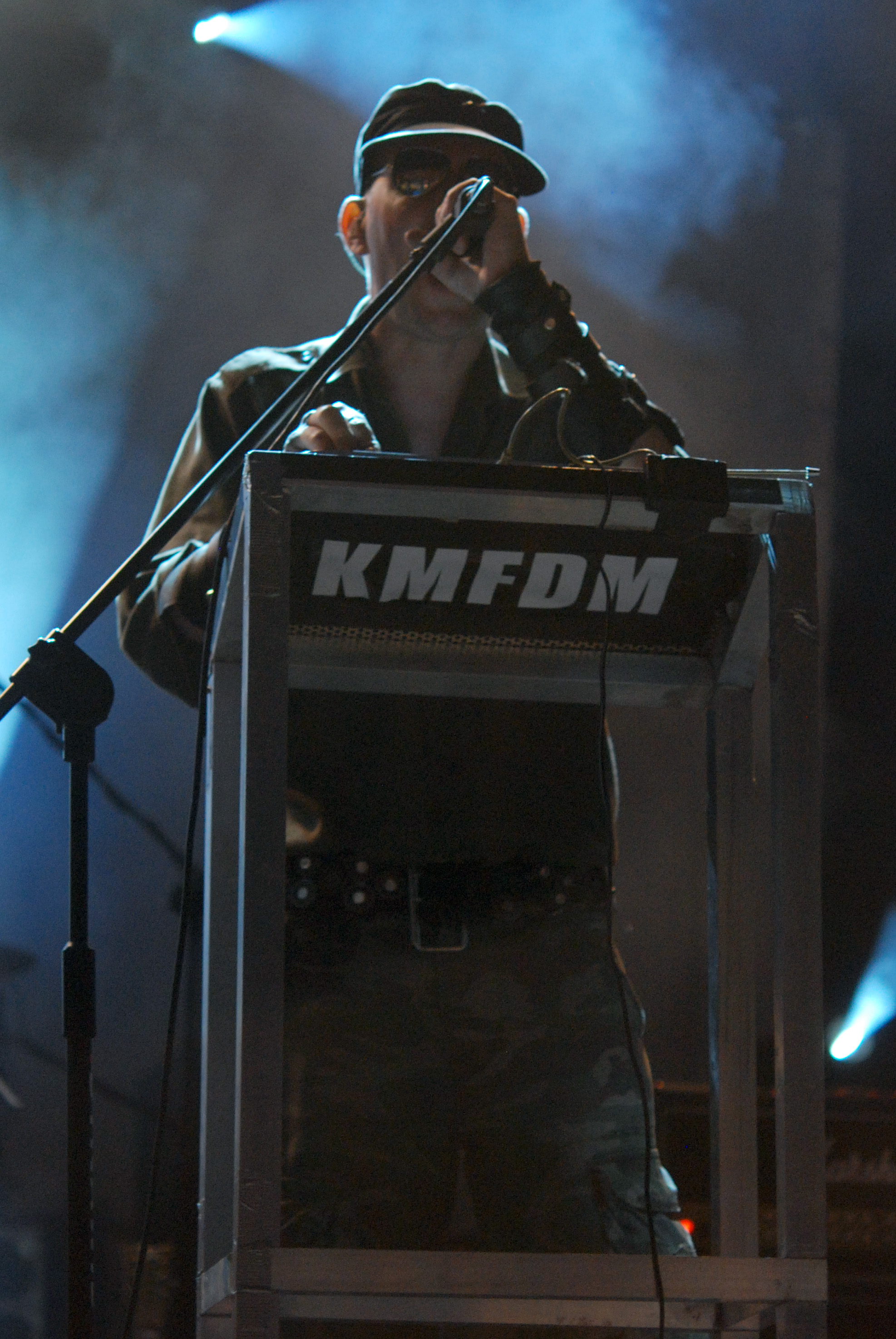
サシャ・コニエツコ(2009年7月ポーランド)

## メンバー
- サシャ・コニエツコ (Sascha Konietzko) – ボーカル、ギター、ベース、プログラミング、キーボード、シンセサイザー、パーカッション、プロデュース、エンジニア、ミックス(1984年–現在)

日本のBUCK-TICKのメンバーと結成したSCHWEINの活動でも知られる。
- ルチア・シファレリ (Lucia Cifarelli) – ボーカル、キーボード (2002年–現在)
- ジュール・ハドソン (Jules Hodgson) – ギター、ベース、キーボード (2002年–現在)
- アンディ・セルウェイ (Andy Selway) – ドラム (2002年–現在)
- スティーヴ・ホワイト (Steve White) – ギター (2005年–現在)

### 旧メンバー
- レイモンド・ワッツ (Raymond Watts) – ボーカル、プログラミング (1984年–1988年、1995年、1997年、2002年–2004年)

1988年、インダストリアル・プロジェクトPIGとして活動。日本のSCHAFTやSCHWEINにも参加。
- エヌ・エッシュ (En Esch) – ボーカル、ドラム、ギター、プログラミング (1985年–1999年)

ギュンター・シュルツとSLICK IDIOTを結成。ピッグフェイスにも参加。
- ルドルフ・ナオミ (Rudolph Naomi) – ドラム (1989年–1990年)
- ギュンター・シュルツ (Günter Schulz) – ギター、プログラミング (1989年–1999年)

SLICK IDIOTを結成。PIGにも参加。
- マーク・デゥランテ (Mark Durante) – ギター (1992年–1997年)
- ビル・リーフリン (Bill Rieflin) – ドラム、プログラミング、パーカッション (1995年–1999年、2002年–2003年、2011年)

R.E.M.のサポート・ドラマーを担当。
- ティム・スコルド (Tim Skold) – ボーカル、ギター、ベース、ドラム、プログラミング (1997年–1999年、2002年、2009年)

SHOTGUN MESSIAHの元メンバー。2002年 - 2008年までマリリン・マンソンに在籍。

## ディスコグラフィ
詳細は『KMFDM discography』を参照

### スタジオ・アルバム
- 『オピウム』 - Opium (1984年)
- 『ホワット・ドゥ・ユー・ノウ・ドイチェランド?』 - What Do You Know, Deutschland? (1986年)
- 『ドント・ブロウ・ユア・トップ』 - Don't Blow Your Top (1988年)
- 『UAIOE (ユー・エー・アイ・オー・イー)』 - UAIOE (1989年)
- Naïve (1990年)
- 『マネー』 - Money (1992年)
- 『アングスト』 - Angst (1993年)
- 『ニヒル』 - Nihil (1995年)
- 『エクストート』 - Xtort (1996年)
- 『F×S×C×S×P』 - Symbols (1997年)
- Agogo (1998年) ※コンピレーション・アルバム
- Adios (1999年)
- Attak (2002年)
- 『WWIII』 - WWIII (2003年)
- Hau Ruck (2005年)
- Tohuvabohu (2007年)
- Blitz (2009年)
- WTF?! (2011年)
- Kunst (2013年)
- Our Time Will Come (2014年)
- Hell Yeah (2017年)
- Paradise (2019年)